# Calestienne

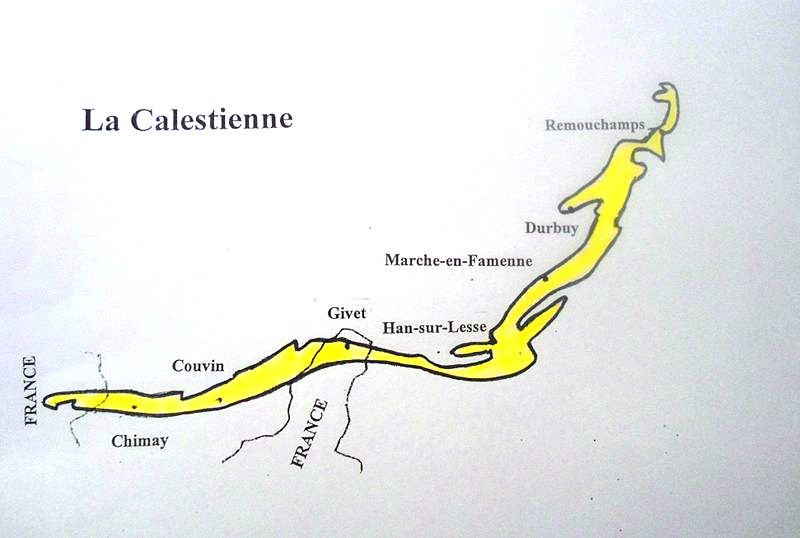
Mappa della Calestienne

La Calestienne è una regione geologica del Belgio, che si addentra per una minima parte nel territorio francese, caratterizzata da un terreno calcareo.
Oltre alla ricchezza della vegetazione calcarea, va rilevato il particolare valore paesaggistico delle formazioni calcaree: affioramenti calcarei sono visibili sulle colline e i fenomeni di erosione carsica (erosione delle rocce solubili) nelle grotte.

## Etimologia
La parola Calestienne prende il nome dalla parola latina calx, che significa "calce", ed è stato preso in prestito dalle lingue germaniche (Kalk), e Stein, che in tedesco significa "pietra". 